# Phare de l’Île aux Moutons
Phare de l’Île aux Moutons (französisch für „Leuchtturm der Schafsinsel“) ist der Name eines 1879 fertiggestellten Leuchtturms vor der Küste der Gemeinde Concarneau. Er liegt auf der kleinen Insel Île aux Moutons zwischen Bénodet und den Glénan-Inseln im Département Finistère in der Bretagne.
Der Leuchtturm wurde 1993 automatisiert und wird von Concarneau aus gesteuert. Er ist nicht besetzt und kann nicht besichtigt werden.